# 10月6日 (旧暦)
旧暦10月6日（きゅうれきじゅうがつむいか）は旧暦10月の6日目である。六曜は先負である。

## できごと
- 皇極天皇2年（ユリウス暦643年11月22日） - 蘇我蝦夷が子・入鹿に勝手に紫冠を授け大臣とする
- 治承4年（ユリウス暦1180年10月26日） - 安房に逃れた源頼朝が、千葉常胤らの助勢を得て鎌倉に入る
- 天保13年（グレゴリオ暦1842年11月8日） - 江戸幕府が二宮尊徳を利根川の水利土木調査の為の御普請役格に登用

## 誕生日
- 乾隆10年（グレゴリオ暦1760年11月13日） - 嘉慶帝、清の7代皇帝（+ 1820年）
- 天保2年（グレゴリオ暦1831年11月9日） - 小野五平、将棋の十二世名人
- 同治5年（グレゴリオ暦1866年11月12日） - 孫文、革命家・中華民国大総統（+ 1925年）

## 忌日
- 天正12年（グレゴリオ暦1584年11月8日） - 蘆名盛隆、戦国大名（* 1561年）
- 正徳5年（グレゴリオ暦1715年11月1日） - 渋川春海（2代目安井算哲）、天文暦学者（* 1639年）
- 延享4年（グレゴリオ暦1747年11月8日） - 寺坂信行、赤穂浪士（* 1665年）